# Justin Hall
Justin Hall, född 16 december 1974 i Chicago, Illinois, är en amerikansk journalist och entreprenör som är mest känd som ”den personliga bloggens grundare”.